# Габро
Габро је базична интрузивна магматска стена која се својим већим делом састоји од базичних плагиокласа и моноклиничног пироксена (клинопироксен) и крупнозрнасте је структуре. Базични плагиоклас може бити лабрадор или битовнит, а ретко анортит.
Габро је типична стена средњег степена фракционације базалтних магми па се најчешће појављује у облику услојених интрузија, али и дебљих диференцираних силова, па и мањих интрузија.
То су стене зеленосиве, тамнозелене, зелене а некада и црне боје.
Највећи део океанске коре начињен је управо од габра, произведеног базалтним магматизмом на средњоокеанским гребенима.
Има примену као грађевински камен и то као декоративни камен. Споменик Незнаном јунаку на Авали у Београду изграђен је од јабланичког габра. Такође, Кнез Михајлова улица у Београду је поплочана габром.